# Radio X (Великобритания)
Radio X — британская коммерческая рок-радиостанция, принадлежащая Global. Начало общенациональное вещание 21 сентября 2015 года как ребрендинг Xfm, заменив Xfm London и Xfm Manchester.
Ряд сотрудников станции впоследствии получили известность (Рассел Бренд, Рики Джервейс, Стивена Мерчанта, Саймон Пегг).

## История
В 1989 году пиратский радиоведущий Сэмми Джейкоб, известный как диджей Сэмми Джей на лондонских радиостанциях Horizon Radio и Solar Radio, создал инди-музыкальную станцию под названием Q102, которая с 1 января 1989 года начала транслировать рок-музыку по неполным рабочим дням, а в другие часы — в формате соул местной станции под названием CD93., which started broadcasting rock music on a part-time basis from 1 January 1989, with other hours following the soul format of another local station called CD93.
Джейкоб был одним из ведущих вместе с Адрианом Гибсоном, Дональдом Джонсоном, Стивом Ламаком и Бобом Мэтьюзом из CD93 (ди-джеем, также известным как Боб Мауэр), через год формат был изменён в пользу трансляции лишь инди-рока. В конце года основатель Fiction Records и менеджер The Cure Крис Пэрри связался с лондонской радиостанцией, хотя на тот момент у неё ещё не было официального разрешения на работу. Певец The Cure Роберт Смит использовал радио как платформу для продвижения альбома Cure Mixed Up во время ночных радиошоу, которые транслировались в прямом эфире.
К 1991 году Q102 перестали транслировать, и Джейкоб реорганизовал эту рок-станцию в Xfm в Клэптоне, Восточный Лондон. На тот момент радиостанция все ещё была пиратской, работавшей в квартире его родителей, хотя у Джейкоба были планы получить ряд лицензий с ограниченным доступом для Xfm с целью сделать её легальной даже несмотря на то, что она могли быть в эфире столицы только в течение коротких промежутков времени..
Xfm был официально создан в Лондоне в 1992 году Джейкобом и Пэрри, при этом станция вещала на фестивалях и легально из штаб-квартиры Fiction на Шарлотт-стрит по краткосрочным лицензиям. Когда в 1993 году радиостанция столкнулась с трудностями, Смит и Парри организовали разовый фестиваль под открытым небом XFM Great Expectations в лондонском парке Финсбери 13 июня, хежлайнром выступила Cure.
В 1996 году Xfm получила последнюю на тот момент лицензию на FM-вещание в Лондоне, и 1 сентября 1997 года станция вышла в эфир на постоянной основе. В течение следующего года станция играла различные музыкальные композиции из своих студий. на улице Шарлотт, 97. Позже Джейкоб стал соучредителем NME Radio и CDNX (Camden Experience) в 2008 и 2015 годах.
В 1998 году Xfm была приобретена Capital Radio Group (теперь часть Global Radio) и переехала с Шарлотт-стрит в штаб-квартиру Capital на Лестер-сквер, где и находится по сей день. 23 августа того же года Xfm был закрыт на четыре дня, в течение которых транслировалась на повторе тестовая запись с участием основных исполнителей софт-рока. Впоследствии радиостанция была перезапущена в более популярном формате, что привело к протестам фанатов и подачу возражений в Управление радиовещания, которое обнаружил нарушение станцией лицензионных требований, что привело к восстановлению альтернативного вещания, особенно с помощью ночных плейлистов и специализированных шоу.
После поглощения Capital радиостанция отказалась от своей обширной музыкальной политики, которая была заменена форматом, основанным на станциях колледжей США.Ди-джеи больше не могли выбирать некоторые из своих собственных треков, а специализированные шоу были прекращены. После этого рейтинги станции стали падать. Вскоре радиостанция стала более ориентированной на мужчин и транслировала футбольные передачи и «мальчишеские» передачи. Этому пришел конец после того, как Управление радио оштрафовало XFM на 50 тыс. ф. с. за шутки ведущего завтрака Тома Биннса о зоофилии в эфире.
Capital Radio решило увеличить рейтинг станции наймом Зоуи Болл с BBC Radio 1 и возвращением в эфир Рики Джервейса и Стивена Мерчанта, которые добровольно уволились после покупки станции Capital. Вместе с другими ведущими, как Зейн Лоу и Кристиан О’Коннелл, это привело к росту числа слушателей. Музыка была и остается по сей день смесью популярного инди и софт-рока.
В 2012 году Джон Кеннеди был единственным ведущим станции, который работал с момента первых передач. Его музыкальное шоу X-Posure является самым продолжительным шоу на радиостанции и считается первым, которое дало эфир ряду известных артистам, включая Adele, Florence and the Machine, Razorlight and Mumford & Sons.

### Расширение сети
Xfm провела 28-дневное FM-вещание с ограниченной лицензией на услуги в ряде британских городов, включая Манчестер, Бирмингем, Кардифф и Глазго.
В 2000 году Xfm London был добавлен к ряду мультиплексов DAB по всей стране, а в январе 2006 года его охват расширился, когда он заменил The Storm в ряде других местных мультиплексов, создав почти национальное покрытие. В какой-то момент сообщалось, что эта «национальная» версия Xfm London (известная как Xfm UK) со временем будет включать в себя местный контент, но в конечном итоге этого не произошло. Большая часть DAB-покрытия XFM транслировала лондонскую версию станции, но какое-то время некоторые мультиплексы на севере Англии вместо этого получали канал XFM Manchester.
К 2002 году на радиостанции было добавлено множество специализированных шоу. Дневные и ранние вечерние шоу с Зейном Лоу и Тимом Лавджоем были инновационными. Однако со временем количество специализированных шоу постепенно сокращалось, и количество плейлистов снова было ограничено.
9 июня 2005 года группа получила постоянную лицензию на FM-вещание для обслуживания Манчестера как Xfm Manchester. Эта станция вышла в эфир в марте 2006 года. Также в 2005 году Xfm был среди претендентов на региональную северо-восточную франшизу на 97,5 FM, но в конечном итоге эта лицензия была предоставлена Smooth Radio компанией Ofcom.
4 января 2006 года GCap Media перезапустила свою региональную радиостанцию в Центральной Шотландии Beat 106 как Xfm Scotland.
В 2007 году для южного Уэльса была запущена своя Xfm станция, со студией в Кардиффе.

### Ребрендинг
Последний день вещания XFM вышел в эфир в воскресенье, 13 сентября 2015 года. XFM Scotland полностью прекратила вещание в тот же день, когда Global Radio вернуло лицензию Пейсли Ofcom. На следующий день «удерживающая» служба музыки и объявлений начала передавать по национальному DAB под названием Radio X, при этом эта служба также заняла место XFM на FM, телевидении и в Интернете до полного запуска нового Radio X в 6: 30 понедельника, 21 сентября 2015 г.
21 сентября 2015 года Xfm был переименован в Radio X. Станция с ребрендингом была запущена с новыми ведущими, включая Криса Мойлса, Вернона Кея, Джонни Воана и Рики Уилсона, которые присоединились к некоторым существующим ведущим XFM в обновленном расписании.
Первой песней, сыгранной Крисом Мойлсом на переименованном Radio X незадолго до 7 утра 21 сентября, была «Love Machine» группы Girls Aloud, нестандартная отсылка к сообщениям СМИ о предвзятости новой станции к мужчинам..
В октябре 2019 года станция DAB Radio X переключилась на DAB+, используя более эффективный поток AAC+ со скоростью 40 кбит/с для трансляции в стерео режиме в DAB. Изменение было внесено, чтобы освободить место для LBC News в мультиплексе Digital One.
В течение 2010-х годов радиостанция постепенно включала в свою продукцию все больше «классических» записей. К 2021 году, за исключением шести часов программы Джона Кеннеди «Xposure», только около 12 последних релизов будут включены в список воспроизведения за одну неделю..

## Станции
Сеть Xfm состояла из:
- XFM London (вещание по временной лицензии с 1992 года, 104.9 FM в Большом Лондоне с 1997)
- XFM Manchester (97.7 FM с 15 марта 2006 года).

## В культуре
2 сентября 2022 года Signature Entertainment выпустило документальный фильм об истории Xfm Kick Out the Jams: The Story of XFM, снятый Рэем Бёрдисом из The Wee Man совместно с Яном Джеффрисом. В фильме представлены интервью с бывшими ведущими Xfm, трансливровавшимися там музыкантами и архивнымик адрами.